# 화약학
화약학 또는 폭발물공학(Explosives engineering)은 폭발성 물질의 동작과 용법을 조사하는 것과 관련된 과학 및 공학 분야이다.

## 주제
폭발물 엔지니어가 연구, 연구 및 작업하는 주제는 다음과 같다.
- 다양한 형태의 신규 폭발물 개발 및 특성화
- 폭파의 물리적 과정 분석
- 폭발성 충격파 발생과 재료에 미치는 영향
- 폭발물의 안전성 테스트
- 광업용 암석 폭파 분석 및 엔지니어링
- 성형폭약 및 반응장갑의 설계 및 분석
- 수류탄, 지뢰, 포탄, 공중폭탄, 미사일 탄두 등 군용 폭발물의 설계, 분석 및 응용
- 폭탄 처리
- 드릴링 및 폭파
- 철거

## 관련 단체
- 국제폭발공학회(International Society of Explosives Engineers, ISEE)
- 미주리 과학기술대학교
- 뉴멕시코 광업기술연구소(New Mexico Tech)

## 대중문화 속에서
영화 허트 로커는 반군의 표적이 된 이라크 전쟁 폭발물 처리반을 따라가며 전투 스트레스에 대한 그들의 심리적 반응을 보여준다.

## 같이 보기
- 폭발물
- 화학
- 화학공학자
- 재료과학
- 물리학
- 발파